# Heike Klüver
Heike Klüver (* 20. Oktober 1981) ist eine deutsche Politikwissenschaftlerin und Hochschullehrerin. Sie ist Professorin für „Politisches Verhalten im Vergleich“ am Institut für Sozialwissenschaften der Humboldt-Universität zu Berlin.

## Leben
2007 schloss sie ihren Master in Politikwissenschaft und Ökonomie an der Ruprecht-Karls-Universität Heidelberg ab. An der Universität Mannheim promovierte sie 2010 mit ihrer Dissertation Lobbying in the EU: Interest Group Influence on Policy Formulation unter Berthold Rittberger und wurde mit summa cum laude und mehreren Preisen ausgezeichnet. 2012 bis 2013 hielt sie eine Juniorprofessur für „Policy Analysis and Public Administration“ an der Universität Konstanz. 2013 erhielt sie einen Ruf nach Bamberg und wurde an der Otto-Friedrich-Universität Bamberg Professorin für Empirische Politikwissenschaft. 2015 wechselte sie an die Universität Hamburg und wurde Professorin für „Comparative Politics“. Seit dem Wintersemester 2016/17 ist Klüver am Institut für Sozialwissenschaften der Humboldt-Universität zu Berlin Professorin und Leiterin des Lehrstuhls „Politisches Verhalten im Vergleich“.
Klüver ist Mitglied in der American Political Science Association (APSA), der Deutschen Vereinigung für Politische Wissenschaft (DVPW) und weiteren Vereinigungen.

## Arbeit
Heike Klüvers Forschungsschwerpunkte sind Interessengruppen, Parteien, Koalitionsregierungen, politische Repräsentation, Gesetzgebungsprozesse, europäische Politik und quantitative Textanalyse.
Ihr Forschung befasst sich u. a. mit der Wirksamkeit von Strategien, die Menschen von der Wahl einer Partei abzubringen. Im Falle der AfD zeigen ihre Ergebnisse, dass eine „Enttarnung“ der Partei besonders wirksam ist: So überzeugt insbesondere die Darstellung der AfD als eigennützig und undemokratisch Wähler und senkt deren Zustimmung zur Partei. Der Versuch etablierter Parteien einer Übernahme der Themen der AfD, etwa Migration, wirkt hingegen kontraproduktiv und stärkt die AfD. Klüver empfiehlt, stattdessen auf Themen zu setzen, die einen Keil in die Wählerschaft der AfD treiben, wie z. B. soziale Gerechtigkeit oder EU-Mitgliedschaft. Ihre Studien unterstreichen, dass zur Darstellung der AfD als widersprüchliche Partei, rhetorische Strategien gezielt eingesetzt werden sollten.

## Werke (Auswahl)

### Monographien
- Interessenvermittlung in der Europäischen Union: nationale Verbände auf dem Weg nach Brüssel. Masterarbeit. VDM Verlag Dr. Müller, Saarbrücken 2007, ISBN 978-3-8364-6606-6.
- Lobbying in the EU: Interest Group Influence on Policy Formulation. Dissertation, Mannheim 2010.

### Herausgeberschaften
- mit Jan Beyers und Caelesta Braun: Legislative Lobbying in Context: The policy and polity determinants of interest group politics in the European Union. Routledge, London 2016, ISBN 978-1-138-10376-4.